# 東経70度線
東経70度線（とうけい70どせん）は、本初子午線面から東へ70度の角度を成す経線である。北極点から北極海、アジア、インド洋、南極海、南極大陸を通過して南極点までを結ぶ。東経70度線は、西経110度線と共に大円を形成する。
第二次世界大戦中、枢軸国は東経70度線で作戦地域を区分し、東側の太平洋方面は大日本帝国が、西側のヨーロッパ方面はナチス・ドイツとイタリア王国が担当した。（枢軸国のアジア分割交渉）

## 通過する地域一覧
東経70度線は、北極点から南極点まで南に向かって以下の場所を通っている。
| 地理座標                                             | 国土・領土・領海         | 備考                                                                                                   |
| ---------------------------------------------------- | ------------------------ | --- |
| 北緯90度0分 東経70度0分 / 北緯90.000度 東経70.000度  | 北極海                   | |
| 北緯81度0分 東経70度0分 / 北緯81.000度 東経70.000度  | カラ海                   | |
| 北緯73度11分 東経70度0分 / 北緯73.183度 東経70.000度 | ロシア                   | ベルイ島                                                                                               |
| 北緯73度0分 東経70度0分 / 北緯73.000度 東経70.000度  | マリーギナ海峡           | |
| 北緯72度52分 東経70度0分 / 北緯72.867度 東経70.000度 | ロシア                   | |
| 北緯55度11分 東経70度0分 / 北緯55.183度 東経70.000度 | カザフスタン             | |
| 北緯41度47分 東経70度0分 / 北緯41.783度 東経70.000度 | ウズベキスタン           | |
| 北緯40度44分 東経70度0分 / 北緯40.733度 東経70.000度 | タジキスタン             | |
| 北緯40度14分 東経70度0分 / 北緯40.233度 東経70.000度 | キルギス                 | |
| 北緯39度32分 東経70度0分 / 北緯39.533度 東経70.000度 | タジキスタン             | |
| 北緯37度33分 東経70度0分 / 北緯37.550度 東経70.000度 | アフガニスタン           | |
| 北緯34度3分 東経70度0分 / 北緯34.050度 東経70.000度  | パキスタン               | 連邦直轄部族地域                                                                                       |
| 北緯33度44分 東経70度0分 / 北緯33.733度 東経70.000度 | アフガニスタン           | |
| 北緯33度8分 東経70度0分 / 北緯33.133度 東経70.000度  | パキスタン               | 連邦直轄部族地域 バローチスターン州 パンジャーブ州 バローチスターン州 - 約10km パンジャーブ州 シンド州 |
| 北緯27度32分 東経70度0分 / 北緯27.533度 東経70.000度 | インド                   | ラージャスターン州                                                                                     |
| 北緯26度35分 東経70度0分 / 北緯26.583度 東経70.000度 | パキスタン               | シンド州                                                                                               |
| 北緯24度10分 東経70度0分 / 北緯24.167度 東経70.000度 | インド                   | グジャラート州                                                                                         |
| 北緯22度54分 東経70度0分 / 北緯22.900度 東経70.000度 | インド洋                 | カッチ湾                                                                                               |
| 北緯22度35分 東経70度0分 / 北緯22.583度 東経70.000度 | インド                   | グジャラート州                                                                                         |
| 北緯21度12分 東経70度0分 / 北緯21.200度 東経70.000度 | インド洋                 | |
| 南緯49度9分 東経70度0分 / 南緯49.150度 東経70.000度  | フランス領南方・南極地域 | ケルゲレン諸島                                                                                         |
| 南緯49度43分 東経70度0分 / 南緯49.717度 東経70.000度 | インド洋                 | |
| 南緯60度0分 東経70度0分 / 南緯60.000度 東経70.000度  | 南極海                   | |
| 南緯68度15分 東経70度0分 / 南緯68.250度 東経70.000度 | 南極大陸                 | オーストラリア南極領土（ オーストラリアが領有権主張）                                                  |